# Più forte sorelle
Più forte sorelle è un film italiano del 1973 diretto da Renzo Girolami con lo pseudonimo Renzo Spaziani.

## Trama
Un cacciatore di taglie chiamato "Amen" si mette a caccia di una banda di fuorilegge capeggiata dal pazzoide "Catapulta" (appassionato di fuochi d'artificio), e si allea con uno strano terzetto di monache (l'anziana Suor Geronzia, Suor Eufrasia, e la bella suor Angela), integrato da uno strambo carrettiere, già rapinate dal bandito, e con Jane, la bella sorella di una vittima del bandito. A seguito di diverse vicissitudini, Amen e Jane sono catturati dai banditi, ma vengono liberati da Suor Angela e, con l'aiuto delle tre suore e del carrettiere, organizzano un pirotecnico finale che metterà fine alle gesta della banda. Nell'occasione, un bacio della bella e sensuale Jane ad Amen, sembra provocare una reazione di disappunto da parte di Suor Angela, ma gli occasionali alleati si separano. Amen ritroverà le tre suore poco dopo, cadendo in una loro imboscata, ma poi catturando il terzetto, costituito, in realtà, da tre rapinatrici di banche capeggiate dalla stesso suor Angela, alias Clementina Jackson. Davanti alla straordinaria bellezza di Clementina, però, il già "cotto" Amen rinuncia a consegnare le prigioniere per riscuotere le rispettive taglie e si unisce a loro, optando per accaparrarsi la bella Angela/Clementina.